# Ясін Озджан
Ясі́н Озджа́н (тур. Yasin Özcan; нар. 20 квітня 2006) — турецький футболіст, захисник англійського клубу «Астон Вілла» і збірної Туреччини. На правах оренди виступає за бельгійський «Андерлехт».

## Клубна кар'єра

### «Касимпаша»
Виступав за юнацькі команди «Іл Озел Ідареспіспор» і «Карадолап Генчікспор», а 2018 року приєднався до академії «Касимпаши». Влітку 2022 року підписав з клубом свій перший професіональний контракт, що розрахований до 2025 року. 8 серпня 2022 року дебютував за «Касимпашу» в матчі турецької Суперліги проти клубу «Істанбул Башакшехір», вийшовши на заміну Реджепу Єміші. 21 січня 2023 року в поєдинку проти того ж «Істанбул Башакшехір» забив свій перший гол у кар'єрі.
11 жовтня 2023 року англійська газета The Guardian назвала його одним з 60-ти найкращих футболістів світу 2006 року народження.

### «Астон Вілла»
10 лютого 2025 року було оголошено, що англійський клуб «Астон Вілла» домовився про підписання контракту з гравцем, який приєднається до команди влітку 2025 року. Сума трансферу становить 7 млн євро, а ще 1 млн передбачений у вигляді бонусу. Він стане лише другим турецьким футболістом після Алпая Озалана, що виступатиме за «Астон Віллу».

#### Оренда в «Андерлехт»
2 серпня 2025 року відправився в сезонну оренду в бельгійський «Андерлехт». 14 серпня дебютував за нову команду в матчі кваліфікації Лізі конференцій УЄФА проти молдовського «Шерифа», вийшовши на заміну Сесару Уерті.

## Кар'єра в збірній
Виступав за збірні Туреччини до 16, до 17 і до 21 року.
10 червня 2024 року вперше викликаний до збірної Туреччини головним тренером Вінченцо Монтеллою для участі в товариському матчі проти збірної Польщі. 11 червня 2025 року в поєдинку з Мексикою дебютував за збірну Туреччини, вийшовши в стартовому складі.

## Статистика виступів

### Клубна статистика
Станом на 14 серпня 2025 
| Клуб              | Сезон             | Чемпіонат         | Чемпіонат | Чемпіонат | Кубок | Кубок | Кубок ліги | Кубок ліги | Єврокубки | Єврокубки | Всього | Всього |
| Клуб              | Сезон             | Дивізіон          | Матчі     | Голи      | Матчі | Голи  | Матчі      | Голи       | Матчі     | Голи      | Матчі  | Голи   |
| ----------------- | ----------------- | ----------------- | --------- | --------- | ----- | ----- | ---------- | ---------- | --------- | --------- | ------ | ------ |
| Касимпаша         | 2022–23           | Суперліга         | 19        | 2         | 1     | 0     | —          | —          | —         | —         | 20     | 2      |
| Касимпаша         | 2023–24           | Суперліга         | 37        | 2         | 3     | 0     | —          | —          | —         | —         | 40     | 2      |
| Касимпаша         | 2024–25           | Суперліга         | 34        | 1         | 0     | 0     | —          | —          | —         | —         | 34     | 1      |
| Касимпаша         | Всього            | Всього            | 90        | 5         | 4     | 0     | 0          | 0          | 0         | 0         | 94     | 5      |
| Астон Вілла       | 2025–26           | Прем'єр-ліга      | 0         | 0         | 0     | 0     | 0          | 0          | 0         | 0         | 0      | 0      |
| → Андерлехт       | 2025–26           | Про-ліга          | 0         | 0         | 0     | 0     | 0          | 0          | 1         | 0         | 1      | 0      |
| Всього за кар'єру | Всього за кар'єру | Всього за кар'єру | 90        | 5         | 4     | 0     | 0          | 0          | 1         | 0         | 95     | 5      |

1. ↑  Матчі в Лізі конференцій УЄФА

### Міжнародна статистика
Станом на 11 червня 2025 
| Збірна            | Сезон             | Товариські | Товариські | Офіційні | Офіційні | Всього | Всього |
| Збірна            | Сезон             | Матчі      | Голи       | Матчі    | Голи     | Матчі  | Голи   |
| ----------------- | ----------------- | ---------- | ---------- | -------- | -------- | ------ | ------ |
| Туреччина         |                   |            |            |          |          |        |        |
| 2025              | 1                 | 0          | 0          | 0        | 1        | 0      |        |
| Всього за кар'єру | Всього за кар'єру | 1          | 0          | 0        | 0        | 1      | 0      |

### Матчі за збірну
Станом на 11 червня 2025 
| Матчі Ясіна Озджана за збірну Туреччини | Матчі Ясіна Озджана за збірну Туреччини | Матчі Ясіна Озджана за збірну Туреччини | Матчі Ясіна Озджана за збірну Туреччини | Матчі Ясіна Озджана за збірну Туреччини | Матчі Ясіна Озджана за збірну Туреччини | Матчі Ясіна Озджана за збірну Туреччини | Матчі Ясіна Озджана за збірну Туреччини |
| №                                       | Дата                                    | Суперник                                | Рахунок                                 | Голи                                    | Картки                                  | Хвилини                                 | Змагання                                |
| --------------------------------------- | --------------------------------------- | --------------------------------------- | --------------------------------------- | --------------------------------------- | --------------------------------------- | --------------------------------------- | --------------------------------------- |
| 1                                       | 11 червня 2025                          | Мексика                                 | 0–1                                     |                                         |                                         | 45'                                     | Товариський матч                        |

Всього: 1 матч / 0 голів; 0 перемог, 0 нічиїх, 1 поразка.